# 아베 히후미
아베 히후미(일본어: 阿部 一二三, 1997년 8월 9일~)는 일본의 유도 선수이다. 2020년과 2024년 하계 올림픽 남자 하프라이트급에서 금메달을 획득했으며, 세계 유도 선수권 대회에서 금메달 3개를 획득했다. 여동생인 우타도 유도 선수로 활동하고 있으며, 남매가 2018년 세계 선수권 대회와 2020 도쿄 올림픽, 2022년 세계 선수권 대회, 2023년 세계 선수권 대회에서 모두 우승한 것으로 잘 알려져 있다.

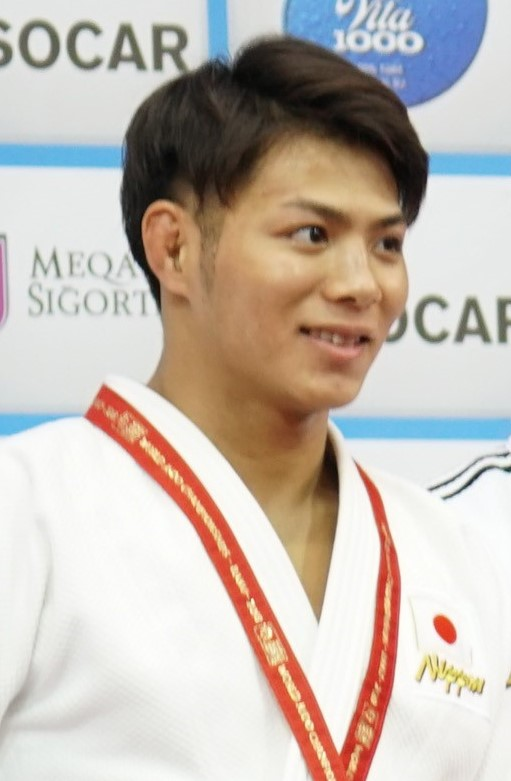
2018년 세계 선수권 대회 당시의 아베